# СберЗдоровье
СберЗдоровье (до 2020 року DocDoc) — російська компанія — розробник інтернет-сервісу, що надає послуги з пошуку і підбору лікарів приватних та медичних установ, пошуку діагностичних медичних центрів, виклику лікаря на дім, запису пацієнтів до лікаря за полісом ДМС, телемедицини.

## Історія
Компанія створена на початку 2012 році підприємцями Дмитром Петрухіним і Дмитром Васильковим. У березні 2012 року сервіс почав роботу як комерційний проект, а в травні компанія отримала інвестиції від фонду Aurora Venture Capital в розмірі 1 мільйона доларів на розвиток проекту. У 2012 році журнал «Експерт» повідомив про те, що один з найбільших російських пошуковиків вів переговори з компанією про включення сайту docdoc.ru в сервіси пошуковика . 
На кінець 2012 року база складалася з 2000 лікарів з 70 клінік/ У серпні 2013 року пошукова система Яндекс інтегрувала в свої сервіси з пошуку лікарів сайт docdoc.ru. У 2013 році виклик лікаря додому через сервіс становив близько 10% від всіх записів до лікаря. У червні 2014 року журнал Forbes розповів про те, що вартість компанії, після погашення другого раунду інвестицій, зросла в 4 рази і склала 16 млн доларів. У серпні 2014 року дослідницький центр «РБК. Research» провів дослідження, в результаті якого було виявлено, що сервіс компанії DocDoc займає більше 50% ринку в Москві. У березні 2016 року інвестиційний фонд Guard Capital вклав в розвиток інтернет-сервісу компанії 4 мільйони доларів. 
У 2017 році 79,6% компанії придбав Сбербанк России, а 20,4% акцій компанії залишилися у її засновника Дмитра Петрухіна і менеджменту компанії. Вартість операції з придбання «Сбербанком» частки в компанії, за твердженням газети «Ведомости», склала до 1 мільярда рублів. У 2017 році, за оцінками експертів, вартість компанії склала від 1,5 до 2 мільярдів рублів.

## Досягнення компанії
У червні 2021 року платформа «СберЗдоров'я» працювала в 36 регіонах РФ. До жовтня 2021 року кількість клієнтів компанії склала 14,3 млн осіб[джерело?].
У 2022 році агентство SmartRaking склало рейтинг російських medtech-компаній, в якому компанія «СберЗдоров'я» посіла перше місце[джерело?].
Чистий прибуток компанії у 2020 році склав 52,6 млн рублів.